# Puerta del Sur metróállomás
Puerta del Sur (metróállomás) metróállomás Spanyolország fővárosában, Madridban a madridi metró 12-es vonalán. Tulajdonosa és üzemeltetője a Consorcio Regional de Transportes de Madrid.

## Metróvonalak
Az állomást az alábbi metróvonalak érintik:
- 10-es metróvonal
- 12-es metróvonal

## Kapcsolódó állomások
A metróállomáshoz az alábbi állomások vannak a legközelebb:
- Joaquín Vilumbrales (Hospital Infanta Sofía, 10-es metróvonal)
- Parque Lisboa (Puerta del Sur, 12-es metróvonal, belső hurok)
- San Nicasio (Puerta del Sur, 12-es metróvonal, külső hurok)